# Ole Rømers Høj
55°41′4.69″N 12°18′7.10″Ø / 55.6846361°N 12.3019722°Ø
Ole Rømers Høj er en gravhøj i den østlige udkant af landsbyen Vridsløsemagle i Høje-Taastrup Kommune. Højen var indtil slutningen af 1800-tallet kendt under navnet Kongehøjen – men fik sit nuværende navn pga. astronomen Ole Rømer, der havde haft sit Observatorium Tusculanum i Vridsløsemagle i begyndelsen af 1700-tallet, og man troede, at observatoriet havde ligget på toppen af højen. Det var dog forkert, og den rigtige beliggenhed blev fundet i 1978.
Højen er over 6 meter høj og lidt under 30 meter bred, hvilket gør den til den største gravhøj i Høje-Taastrup Kommune. Da højen aldrig har været udgravet arkæologisk, kender man ikke den præcise alder, men på baggrund af form og størrelse er den sandsynligvis fra sen jernalder (år 400-800) eller vikingetiden (år 800-1050).

## Eksternt link
- Kongshøj på Fund og Fortidsminder